# Sud (film, 1993)
Pour les articles homonymes, voir Sud (homonymie).
Pour plus de détails, voir Fiche technique et Distribution.
Sud est une comédie dramatique italienne réalisée par Gabriele Salvatores et sortie en 1993.

## Synopsis
Par un beau dimanche de printemps, l'ouverture des bureaux de vote d'une petite ville du sud de l'Italie est perturbée par l'irruption de trois citoyens italiens et d'un citoyen érythréen, tous au chômage et décidés à occuper, armes à la main, l'école qui abrite les bureaux de vote. Comme par hasard, la fille de l'honorable M. Cannavacciuolo, un homme politique local de premier plan en collusion avec la Camorra, se trouve également dans le bureau de vote. De plus, un bulletin de vote truqué est trouvé, preuve flagrante de la fraude perpétrée par Cannavacciuolo lui-même. Une négociation s'engage entre les occupants, décidés à résister jusqu'au bout, et la police, qui expulsera les quatre à la fin du film. La scène finale montre comment la propre fille de Cannavacciuolo démasque l'escroquerie en remettant aux carabiniers la carte qui la prouve.

## Fiche technique
- Titre original italien : Sud[1]
- Réalisation : Gabriele Salvatores
- Scénario : Franco Bernini, Angelo Pasquini, Gabriele Salvatores
- Photographie : Italo Petriccione (it)
- Montage : Massimo Fiocchi (it)
- Musique : Federico De Robertis
- Décors : Giancarlo Basili, Renato Scarpa
- Production : Marco Mandelli
- Société de production : Penta Film
- Format : couleurs - son Dolby
- Pays de production :  Italie
- Langue originale : italien
- Durée : 86 minutes
- Genre : comédie dramatique
- Date de sortie :
  - Italie : 17 octobre 1993

## Distribution
- Silvio Orlando : Ciro Ascarone
- Francesca Neri : Lucia Cannavacciuolo
- Gigio Alberti : Gianni
- Marco Manchisi : Michele
- Claudio Bisio : Giacomo Fiori
- Antonio Catania : Elia
- Renato Carpentieri : M. Cannavacciuolo
- Antonio Petrocelli : Lieutenant-colonel Nencini
- Mussié Ighezu : Munir

## Bande originale
1. Curre curre guaglió - 99 Posse - 5:25
2. Sud - Federico De Robertis - 4:20
3. Il posto dove vivo - Possessione - 3:40
4. Sott'attacco dell'idiozia - Bisca99Posse - 6:58
5. Footprints - Jai Uttal - 4:06
6. Mamma li turchi - Nando Popu - 4:03
7. L'africano - Federico De Robertis - 4:19
8. Smettila di stare a guardare - Possessione - 4:57
9. A nnatu lu sole - Papa Ricky - 5:27
10. Tema di Ciro - Federico De Robertis - 3:42

## Accueil
Le film a remporté le Ruban d'argent de la meilleure musique de film et a été nommé pour le meilleur scénario lors de la cérémonie des Rubans d'argent 1994. Il a également remporté le David di Donatello du meilleur son et a été nommé pour la meilleure musique lors du David di Donatello 1994. Pour son interprétation, Silvio Orlando a été nommé pour le David di Donatello du meilleur acteur.